# Храм Квирина

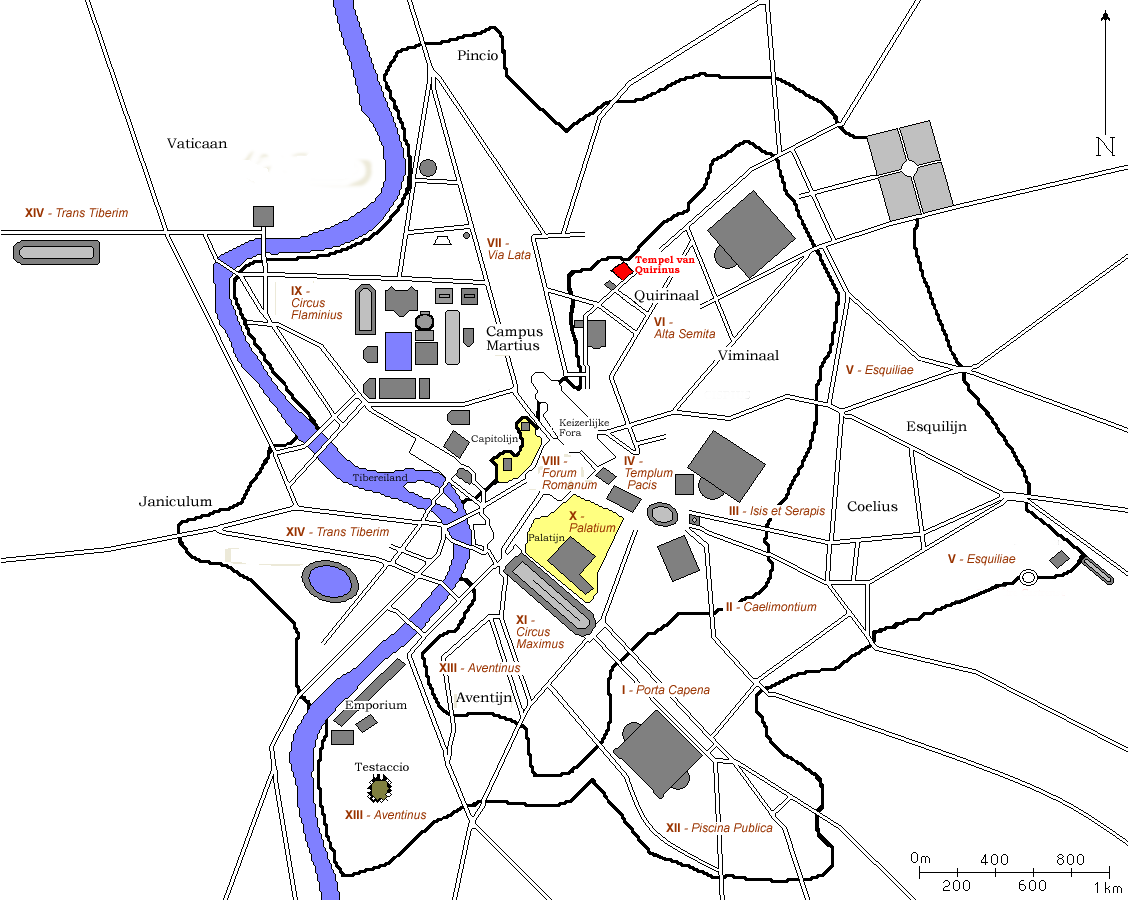
Храм Квирина на плане Рима

Храм Квирина (лат. Aedes Quirinus или Templum Quirinus) ― ныне утраченное древнеримское культовое сооружение, посвящённое богу Квирину. Располагалось на холме Квиринал в Риме. 

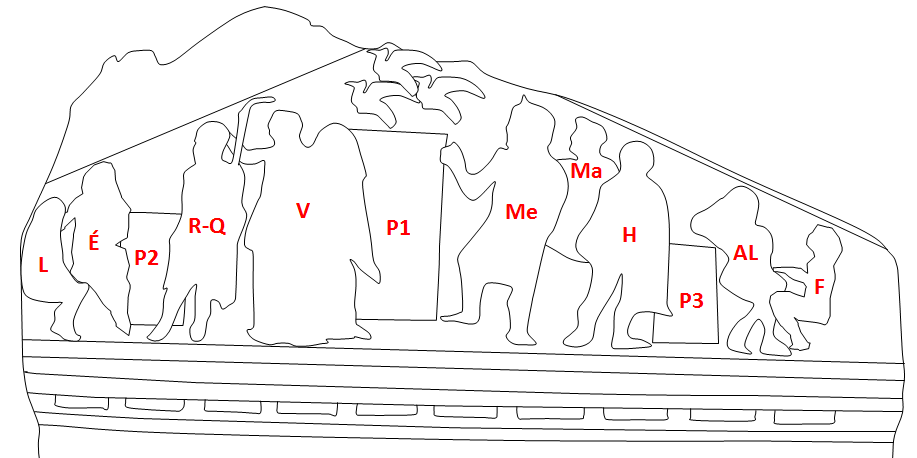
Схема фронтона храма Квирина, изображённая на фрагменте рельефа Хартвига

Храм Квирина, обоготворённого прародителя Ромула, был построен по инициативе консула Луция Папирияй Курсора в 293 году до н.э.. Храм был повреждён во время пожара в 49 г. до н.э и был восстановлен несколько лет спустя.
Юлий Цезарь поместил в целле храме статую самого себя с надписью Deo Invictio. В 16 г. до н.э. храм полностью перестроен по указанию Октавиана Августа, который, как и Цезарь, называл себя сыном бога, хотя и был против подобных символических излишеств.
Храм находился на западной половине холма Квиринал возле Старого Капитолия, на месте нынешнего перекрёстка улиц Виа дель Квиринале и Виа делле Кватро Фонтане, рядом с Пьяцца Барберини.
При императоре Домициане рядом с Храмом Квирина был возведён Храм рода Флавиев. Неизвестно, использовался ли Храм Квирина в IV и V веках, но он точно должен был быть закрыт во время гонений на язычников в христианской Римской империи.
Попытку установить точное местоположение храма предпринял итальянский археолог Андреа Карандини, который применил для этих целей георадар. 